# Ciała Hirano
Ciałka Hirano (ang. Hirano bodies) – cytoplazmatyczne, eozynofilne, pałeczkowate struktury spotykane wewnątrz komórek nerwowych w chorobach neurodegeneracyjnych, m.in. w chorobie Alzheimera i niektórych postaciach choroby Creutzfeldta-Jakoba. Zbudowane są z aktyny i białek z nią związanych. Lokalizują się głównie wewnątrz neuronów formacji hipokampalnej. 
Nazwa ciałek Hirano upamiętnia ich odkrywcę, japońskiego neuropatologa Asao Hirano, który opisał je po raz pierwszy w 1965 roku.